# 阿比谢克·奈因
阿比谢克·奈因（英語：Abhishek Nain，1999年8月15日—），印度男子曲棍球运动员，2022年英联邦运动会男子银牌得主、2022年亞洲運動會男子金牌得主、2024年夏季奥林匹克运动会男子铜牌得主。